# Paint the Town Red
"Paint the Town Red" é uma canção gravada pela rapper e artista musical estadunidense Doja Cat, presente em seu quarto álbum de estúdio, Scarlet (2023). A faixa foi lançada em 4 de agosto de 2023, pela Kemosabe e RCA Records, como o primeiro single de divulgação do álbum. A canção foi composta pela artista e produzida por Earl on the Beat, Rubin, Jean-Baptiste e DJ Replay. É uma faixa de hip hop com elementos do R&B alternativo, que traz um sample da canção "Walk On By" (1964), da cantora compatriota Dionne Warwick. Na letra, a rapper dispensa as críticas e afirma sua própria identidade após discussões com os fãs nas redes sociais.

## Antecedentes e composição
Uma prévia de 2 segundos da faixa foi compartilhada por Doja Cat em 17 de abril de 2023, junto com outras faixas de seu próximo álbum, intitulado Scarlet. Doja provocava a música usando continuamente o emoji de gota de sangue, além de colocar um filtro vermelho nas miniaturas de seus vídeos musicais e capas de álbuns anteriores. Ela tocou a música completa em 18 de julho, enquanto pintava uma tela branca em vermelho. A pintura mais tarde viria a ser a capa do single.
Após o lançamento, a letra foi interpretada por alguns como uma referência ao seu comportamento anterior nas redes sociais, incluindo a desaprovação de um nome usado por uma quantidade significativa de sua base de fãs, e as discussões subsequentes que ela teve com alguns deles, nas semanas anteriores até o lançamento. "Paint the Town Red" contém um sample da canção "Walk On By", de Dionne Warwick, a música é apoiada por uma "produção animada" que mostra Doja fazendo rap sobre uma "batida sutilmente atrevida e carregada de dedos", constituindo um "contraste com o comparativamente" anteriormente em "Attention".

## Desempenho comercial
"Paint the Town Red" quebrou uma série de recordes de streaming no Spotify, fazendo história como a primeira canção de uma rapper feminina solo a liderar o Top 50 diário da plataforma nos Estados Unidos, e a música de rapper feminina solo mais rápida a acumular 100 milhões de streams.

### América do Norte
Nos Estados Unidos, "Paint the Town Red" estreou na 15ª posição na Billboard Hot 100 na edição das paradas datada de 19 de agosto de 2023. Duas semanas depois, alcançou a quinta posição, após movimentar 21,1 milhões de streams, 5.000 downloads digitais, vendendo 22,6 milhões de audiência de airplays naquela semana. A música ganhou força no aplicativo de compartilhamento de vídeos TikTok, com seu áudio com mais de 618 mil vídeos na plataforma. O aumento da popularidade impulsionou o desempenho da música; alcançou o número 3 no Hot 100 e liderou a Billboard Hot R&B/Hip-Hop Songs e Hot Rap Songs por duas semanas, bem como seus gráficos de componentes de streaming e vendas digitais.
Em 11 de setembro de 2023, a canção atingiu o topo da Billboard Hot 100. Em sua semana de contagem, "Paint the Town Red" angariou 32,1 milhões em airplay, 27,7 milhões de streams e 8.000 downloads digitais. Esta é a segunda vez que Doja atinge o topo da parada musical estadunidense: em 2020, a versão de "Say So" em parceria com Nicki Minaj, também garantiu o feito.

### Europa
Na edição datada de 25 de agosto de 2023, "Paint the Town Red" alcançou a posição número quatro no UK Singles Chart, tornando-se o quarto hit de Doja Cat no top dez no Reino Unido e superando seu sample "Walk On By", que alcançou o número nove. Em 27 de agosto de 2023, a Official Charts Company anunciou que a música estava liderando a corrida para atingir o primeiro lugar naquela semana, com apenas 1.000 unidades separando "Paint the Town Red" de suas principais concorrentes, como "Vampire" de Olivia Rodrigo, "Cruel Summer" de Taylor Swift, "What Was I Made For?" de Billie Eilish e "(It Goes Like) Nanana", de Peggy Gou.

## Vídeo musical
Um vídeo musical foi lançado em 4 de agosto de 2023 e foi dirigido por Nina McNeely. O vídeo mostra Doja Cat arrancando um globo ocular, que então cai no inferno. Doja é vista mais tarde fazendo companhia à morte e ao diabo. Outras cenas a mostram jogando pedaços de carne sangrentos e cavalgando em uma criatura verde pelo céu.